# Курт Цадек Левін
Курт Цадек Левін (нім. Kurt Zadek Lewin; 9 вересня 1890 року, Познань, тоді Німеччина — 12 лютого 1947 року, Ньютон, штат Массачусетс, США) — німецький і американський психолог. Навчався в берлінській гімназії, потім в університетах Фрайбурга, Мюнхена і Берліна, де отримав ступінь доктора в 1914 р. з 1922 по 1931 рр. викладав філософію в Берліні, але після 1932 р. практично постійно жив в США, де починав свою наукову кар'єру як професор-сумісник в Стенфорді (1932-1933); в 1930-х рр. викладав в Корнеллі, в Університетах Айови, Каліфорнії і в Гарварді; в 1940-х р. працював професором і директором Центру досліджень групової динаміки при Массачусетському технологічному інституті і консультантом різних державних установ; був провідним консультантом Комісії з питань внутрішніх взаємовідносин в співтоваристві Американського єврейського конгресу; віце-президентом Інституту етнічних проблем; членом і головою багатьох психологічних організацій, включаючи Французьке психологічне суспільство.

## Основні роботи
- "A dynamic theory of personality." (1935). New York: McGraw-Hill.

- "Principles of topological psychology." (1936). New York: McGraw-Hill.

- "The conceptual representation and measurement of psychological forces." (1938). Durham, NC: Duke University Press.

- "Patterns of aggressive behavior in experimentally created social climates" (with Lippitt and White) (1939).

- Lewin, K., and Gertrude W. Lewin (Ed.) (1948). Resolving social conflicts: selected papers on group dynamics [1935-1946]. New York: Harper and Brothers.

- Lewin, K., and Dorwin Cartwright (Ed.) (1951). Field theory in social science. New York: Harper.

- "Studies in group decisions" (1954) in D. Cartwright and A. Zander (eds), "Group Dynamics: Research and Theory." London: Tavistock.

## Резюме
Курт Левін був одним з найбільш різнобічних і схильних до новаторства фахівців в області соціальних наук в XX в. Його роботи цікаві фахівцям різних областей теорії і практики менеджменту - наприклад, здійснення організаційних змін, вирішення конфліктів, мотивації та лідерства. При цьому він був одним з перших, хто спробував побудувати мости між різними соціальними науками, включаючи і економіку.

### Раннє Життя та Освіта
Левін народився в 1890 році в єврейській родині в Могильно, повіт Могильно, провінція Позен, Пруссія (сучасна Польща). Це було невелике село з населенням близько 5 000 осіб, близько 150 з яких були євреями. Левін отримав ортодоксальну єврейську освіту вдома. Він був одним з чотирьох дітей, що народилися в сім'ї середнього класу. Його батько володів невеликим універсальним магазином, і сім'я жила в квартирі над магазином. Його батько, Леопольд, керував фермою разом зі своїм братом Максом; однак юридично ферма належала християнину, оскільки в той час євреям не дозволялося володіти фермами.
У 1905 році сім'я переїхала до Берліна, щоб Левін і його брати могли отримати кращу освіту. З 1905 по 1908 рік Левін навчався в гімназії Кайзерін Августа, де отримав класичну гуманістичну освіту. 1909 року він вступив до Фрайбурзького університету для вивчення медицини, але перевівся до Мюнхенського університету для вивчення біології. Приблизно в цей час він почав брати участь у соціалістичному русі та боротьбі за права жінок. У квітні 1910 року він перевівся до Берлінського королівського університету ім. Фрідріха-Вільгельма, де він все ще був студентом-медиком. До Великоднього семестру 1911 року його інтереси змістилися в бік філософії. До літа 1911 року більшість його курсів були присвячені психології. Під час навчання в Берлінському університеті Левін прослухав 14 курсів з Карлом Штумпфом (1848-1936).
Коли почалася Перша світова війна, він служив у німецькій армії. Через поранення на війні він повернувся до Берлінського університету, щоб отримати ступінь доктора філософії. Левін написав дисертацію з проханням до Штумпфа стати його науковим керівником, і Штумпф погодився. Хоч Левін працював під керівництвом Штумпфа над завершенням своєї дисертації, їхні стосунки не передбачали багато спілкування. Для своєї дисертації Левін вивчав асоціації, волю та наміри, але не обговорював це зі Штумпфом до свого останнього докторського іспиту.

### Практика і теорія
Одним з вагомих досягнент К. Левіна є розробка теорії та методології, що дозволяють зв'язати знання з практичною дією. Керівники, що працюють на «передньому краї» рішення проблем, нерідко виявляються не в змозі оцінити реальний внесок теоретиків соціальної поведінки, навіть якщо вони своїми результатами сприяють аналізу та подолання кризових ситуацій. Частково деяка поблажливість до вчених обумовлена тим скептичним ставленням менеджерів до теорії, яка, особливо серед англосаксів, нерідко асоціюється з чимось відмінним від практики; чимось незрозумілим. Однак К. Левін активно виступав проти подібної думки, заявляючи і наводячи свідчення, що з практичної точки зору немає нічого ціннішого, ніж хороша теорія. Без теорії наші спостереження подій стали б безсистемними, випадковими і отже недостатньо репрезентативними. Ця важлива істина як і раніше не до кінця усвідомлена багатьма керівниками фірм і консультантами і, особливо, авторами популярних книг, що містять «практичні» поради менеджерам на зразок різних вказівок про пошук «досконалості». Контрольні списки і блок-схеми, що складаються з гуртків і прямокутників, з'єднаних між собою лініями або стрілками, не мають великої цінності, якщо вони не створені на основі чітко сформульованих припущень (гіпотез) і не підтверджені практичними результатами.
Не існує якогось одного способу перевірки гіпотез. Однак, іноді для цієї мети придатні систематично контрольовані дослідження, супроводжувані ретельними статистичними вимірами - принаймні на початковому етапі. У загальному випадку К. Левін переконаний в тому, що кращий спосіб підтвердження правильності припущень полягає в їх перевірці в процесі практичної реалізації. Іноді такий підхід називається дія-дослідження (action research). Однак порядок розташування слів в його назві створює враження, що дія повинна передувати дослідженню. Насправді це можливо тільки в обмеженому числі ситуацій, - наприклад, коли дія ґрунтується на попередньо підтвердженої інформації. Однак частіше дії повинен передувати систематичний збір фактів, заснований на відповідних припущеннях. Щоб уникнути плутанини, К. Аржиріс, чия методологія у виділенні ролі в якості підтверджує процедури аналогічної методології К. Левіна, для опису свого підходу ввів у вживання поняття «науки про дію». Ф. Геллер використовував термін «дослідної дії» і стверджував, що він найкраще підходить для опису запропонованого К. Левіним методом.

#### К. Левін про процес змін
Тим чи іншим чином всі соціальні науки зачіпають проблему зміни. Теоретики аналізують феномен зміни і головним чином намагаються виявити початкові умови і умови, що забезпечують успіх зміни установок, цінностей або поведінки. Практики ж більше цікавляться методами або процедурами, що допомагають здійсненню змін в людях або організаціях. Тут найбільш чітко проявляється той симбіоз теорії і практики, часта відсутність якого надає дисфункціональний  вплив. 
К. Левін (1954) запропонував триступеневу теорію зміни, що отримала надалі широке поширення. У будь-яких поточних умовах, що допускає бажана зміна, перший етап полягає в «розморожуванні» ситуації. Наприклад, що встановилася схема споживання, перш ніж будуть вироблені нові купівельні переваги, повинна бути розморожена. Розморожування поведінки або звичок виявляється надзвичайно складним, особливо, якщо вони існували протягом довгого часу і підкріплювалися проявами схвалення або досягненням успіху. Розморожування полегшується в періоди кризи або катарсису, які можуть зруйнувати обмеження, в рамках яких діють існуючі системи переконань, цінностей і дій. Якщо існуючі обмеження усуваються, то настає наступний етап, званий «рухом». На цьому етапі індивід або група відмовляється від колишніх переконань, цінностей або типів поведінки заради більш досконалих або більше бажаних. Нарешті, якщо перехід виявився успішним, то його результати повинні бути «заморожені», тобто необхідно забезпечити рівновагу сил розвитку і стабілізації, яке гарантує збереження новопридбаних переконань, цінностей і типів поведінки.
Триступеневий підхід до зміни вимагає інвестування значних ресурсів, а також заснованого на результатах досліджень знання умов, здатних полегшити етапи розморожування, руху і заморожування. К. Левін отримав докази правильності своєї теорії в ході проведених під час Другої світової війни серії експериментів зі зміни поведінки американських домогосподарок, працівників Червоного Хреста і молодих матерів. Традиційний метод дія-дослідження передбачає проведення безліч експериментів для перевірки різної ефективності лекцій і методів групових рішень щодо зміни споживчої поведінки. В даному випадку два методу ретельно приводилися у відповідність за своїм змістом, висловом думок експертів, розмірами груп і тривалості часу досвіду (близько 45 хвилин). В одному експерименті брали участь малі групи чисельністю від 13 до 17 осіб, складені з волонтерів Червоного Хреста, що займалися доглядом за хворими на дому. Дослідники поставили завдання домогтися збільшення споживання учасниками експерименту деяких видів яловичих субпродуктів в якості заміни м'яса, можливості виробництва дорого були обмежені. Ці субпродукти були вкрай непопулярні у населення, яка не любило їх за неприємні запахи, що видавалися ними в процесі приготування, і за те, що у багатьох вони асоціювалися з їжею для собак. Тому, мало хто розраховував на те, що в процесі експериментів легко вдасться домогтися зміни споживчої поведінки. Під час лекцій та в процесі групових обговорень надавалася інформація про енергетичну цінність субпродуктів і наявності в них вітамінів і мінеральних речовин, давалися докладні пояснення економічних і медичних вигод їх вживання і пропонувалися рецепти, що дозволяють мінімізувати такі фактори, як неприємний запах і неапетитний вигляд приготованих страв. У процесі групового обговорення ведучий заохочував розвиток дискусії і у відповідь на питання жінок-волонтерів надавав фактичну інформацію. У кінці експерименту провідний просив підняти руки тих його учасниць, які вирішили почати вживати в їжу яловичі субпродукти.
Дані про споживання до і після використання обох підходів показали, що лише 3% слухачок лекцій стали готувати страви з субпродуктів, в той час як серед учасниць дискусійних груп цей показник склав 30%. Схожі результати були досягнуті і в інших групах, наприклад, серед матерів, яких просили давати своїм дітям риб'ячий жир або апельсиновий сік. Групові рішення завжди були більш ефективними і в деяких випадках зміни в поведінці виявлялися більш значними через чотири тижні, ніж через два. Аналогічні дослідження, що охоплювали робітників виробничого підприємства їх безпосередніх начальників, дозволили виявити такі ж відмінності між ефективністю лекцій і групових обговорень.
Ці експерименти використовувалися для ілюстрації триступеневої схема здійснення змін, причому підняття рук означало схвалення пропозиції, а застосування розморожування уявлялося як спосіб консолідації позитивних намірів до прийняття нових зразків поведінки. Теоретичне пояснення цієї роботи також вказує на більш високі мотиваційні можливості залучення та активної участі учасників експерименту в порівнянні з пасивним прослуховуванням лекцій.
К. Левін також проводив досліди з іншим потенційно ефективним методом навчання і мотивації, який отримав назву методу «рівнів домагань», який міг використовуватися для роботи з окремими індивідами або групами і мав на увазі чотирьохетапну постановку цілей. На першому етапі з'ясовувалося питання про очікування індивіда або групи, що відповідало першого рівня домагань. На другому етапі оцінювалися фактичні дії індивіда або групи. На третьому етапі інформація про досягнуті результати подавалася індивіду або групі в якості сигналу зворотного зв'язку. На четвертому етапі проводилася нова оцінка очікуваної ефективності діяльності.
Така послідовність дій могла повторюватися кілька разів. Процедура оцінки рівня домагань дозволяє людям дізнатися і оцінити свій власний потенціал в конкретній сфері діяльності і забезпечує індикацію активності мотивації. У високо мотивованих, впевнених в успіху людей рівень домагань зазвичай перевищує рівень їх реальних досягнень, хоча ця різниця часто виявляється незначною. У той же час невдачливі, погано мотивовані люди прагнуть встановити занижені або ж навпаки, невиправдано завищені цілі. В останні роки цей аспект діяльності К. Левіна частково були забутий, хоча він має безпосереднє відношення до важливої галузі досліджень процесів постановки цілей, які, як з'ясувалося, здатні чинити значний вплив на мотивацію і процес праці.

#### К. Левін про проблему лідерства
У XX ст. зачіпає широке коло наукових дисциплін від політології до психології проблема лідерства активно досліджувалася багатьма вченими і широко обговорювалася в різних, що займаються питаннями управління колах. Незважаючи на величезну кількість книг і статей з даної тематики наші знання і наш рівень концептуалізації лідерства є досить далекими від статусу наукових теорій, що обмежує практичне застосування цієї галузі знань.
Однак в літературі з проблеми лідерства існує один напрямок, який зумів скористатися здатністю К. Левіна об'єднати простий експериментальний план з питаннями практичного застосування результатів. У 1930-х р. світ став свідком становлення двох гігантських політичних автократій в нацистській Німеччині і в Радянській Росії. К. Левін, як німецький єврей, знав про жахи фашизму не з чуток і був щасливий отримати притулок в США. Він не вважав, що достатньо знає про ефекти і поведінкові наслідки автократичних, демократичних типах керівництва при здійсненні державної політики. Тому він планував створити серію класичних контрольованих напів експериментальних ситуацій в декількох клубах для хлопчиків, в яких могли б оцінюватися поведінкові наслідки навмисних варіацій трьох стилів лідерства.
Дорослі керівники цих клубів отримали інструкції з використання в різних групах хлопчиків трьох стилів керівництва. Така схема досвіду була обрана для того, щоб виключити необ'єктивність результатів, обумовлену особистими характеристиками або рівнем популярності того чи іншого керівника. За всіма трьома стилями поведінки були дані докладні вказівки, а ретельно розроблені методи реєстрації обстановки під час експериментів дозволили дослідникам перевіряти, наскільки точно виконувалися їх інструкції. Зроблені записи дозволили вченим з'ясовувати, що відбувалося на кожному занятті, а план експерименту передбачав формування груп хлопчиків, відповідних один одному за інтелектом, соціальної активності та інші характеристики.
Автократичний стиль керівництва породжував два полярних типу реакцій. В одному клубі хлопчики демонстрували значне розчарування і певну агресивність по відношенню до автократичного керівника, але в той же час і деяку залежність від його волі. У трьох інших клубах реакція на деспотизм виявлялася в виразною залежності від лідера і нездатності ініціювання групових дій, але при цьому у хлопчиків спостерігалося слабкий прояв розчарування і невдоволення. Трудова активність дітей падала до мінімуму, коли автократичний лідер виходив з приміщення, але в аналогічних ситуаціях в групах з керівниками двох інших типів вона залишалася як і раніше високою.
Демократичний керівник стимулював незалежність хлопчиків у вісім разів частіше, ніж автократичний, і вдвічі частіше, ніж керівник типу laissez-faire (заснованого на вседозволеності). У групах з демократичним лідером спостерігалася висока групова відповідальність, виявлялися міцні дружні взаємини і часто велися дискусії, пов'язані з виконанням дорученого завдання. У них панувала атмосфера взаємної довіри і майже повністю були відсутні прояви агресії і невдоволення. Вороже  спостерігалися поведінки в демократичних групах всього шість разів, у той час як в автократичних групах було зафіксовано 186 подібних випадків.
При наявності лідерів типу laissez-J'aire досягнення груп були набагато нижче, ніж при будь-яких інших типах керівництва. Цей висновок стосувався як кількості, так і якості виконуваної роботи. Крім того, в цих групах спостерігалося значна схильність до ігор. При даному типі керівництва діти задавали багато питань, в той час як їх діяльність була гірше організованою, менш ефективною і приносила менше задоволення ніж в групах, які діяли в умовах демократії.
Хоча в ході цього експерименту було зроблено і багато інших цінних спостережень, все ж їх загальний результат ясно вказував на перевагу демократичного способу управління.

## Науковий підхід
Наукова діяльність К. Левіна є прикладом успішної побудови своєрідних мостів між різними дисциплінами, і вже тільки тому, що вважається одним з найсміливіших новаторів, в один ряд з яким можна поставити небагатьох вчених. Вже згадувану нами увагу, яку К. Левін приділяв зв'язку між теорією і практикою, мало довгострокові наукові наслідки. Одним з них стало створення методу дію-дослідження і його різновиди - методу дослідницьких дій. Дослідження проблем лідерства в клубах для хлопчиків, є прикладом застосування другого методу, оскільки до їх проведення не існувало достовірних емпіричних фактів про біхевіоральних наслідків, використання трьох основних стилів керівництва - демократичного, автократичного і заснованого на вседозволеності (laissez-faire). На основі їх результатів було зроблено висновок про те, що дослідження повинні передувати вироблення поведінкових рекомендацій і їх застосування в клубах для хлопчиків у виробничих ситуаціях. Дослідження зміни поведінки американських споживачів є чимось середнім між методами дослідних дій і дію-дослідження, оскільки триступенева теорія зміни вже давно була розроблена і підтверджена практичними доказами. Однак ефективність різних спроб введення нових типів поведінки і нових зобов'язань вимагає систематичних емпіричних перевірок.
Відповіді на питання про те, коли дія мала передувати дослідженню, присвячені роботи К. Левіна з проблем соціального планування і дії. Він відзначав, що планування зазвичай починається із загальної ідеї і наміри досягти певної мети. Після цього здійснюється перший крок в напрямку здійснення наміченого плану, наприклад, поліпшення внутрішньогрупових відносин або ослаблення дискримінації. Після цього першого кроку починається пошук фактів для оцінки дії і для допомоги упорядника плану краще проникнути в ситуацію і, таким чином, правильно намітити наступний крок. Метод дію-дослідження зазвичай пов'язаний з соціальним менеджментом; отже він є послідовність операцій планування, дії, пошуку фактів, подальшого планування і дії, проведення нових досліджень і т. д.
Іншим важливим аспектом виконаного К. Левіним побудови міждисциплінарних мостів є той спосіб, яким він пов'язував філософію, свою основну соціальну дисципліну, з іншими соціальними науками, головним чином соціологією. Він критикував психологів, які настільки захоплювалися вивченням індивідуальних психічних процесів, що забували оцінювати соціальні та інші зовнішні умови, які полегшували, утруднювали або іншим чином визначали мислення і вчинки індивідів. Його погляди подібні поглядам, які лежать в основі підходу, що використовує поняття «відкритої системи» і який передбачає повний облік всіх зовнішніх чинників. Ця філософія визначила його план дослідження проблем лідерства в клубах для хлопчиків, на основі яких вчений прийшов до висновку про те, що відмінність в поведінці людей в умовах автократичного і демократичного керівництва відбувається не внаслідок відмінностей рис їхніх характерів, а під впливом соціального оточення.
Актуальність робіт К. Левіна для сучасного менеджменту і бізнесу стає ще більш очевидною при розгляді взаємозв'язку його підходів до зміни, керівництву і мотивації. Демократичний стиль керівництва має, по видимому, найбільшим мотивуючим впливом, а значить в порівнянні з альтернативними стилями управління є найбільш ефективним. При проведенні експериментів з вивчення змін вдалося встановити, що процедури групового ухвалення рішень на увазі велику залученість членів груп в процес трансформації думок, ніж методи, засновані на прослуховуванні звичайних лекцій, і тому виявлялися більш ефективними. Можливість самостійно ухвалити рішення і висловити його підняттям руки надавалася кожному індивіду (хоча цей процес безумовно відбувався під впливом реакцій, які спостерігаються у інших членів групи). У клубах для хлопчиків демократичні лідери досягали більш високих результатів за рахунок мотивації своїх підопічних і заохочення їх до використання своїх навичок та ініціативи в рамках можливостей, наданих керівником. 
Без обмежень, що накладаються керівником, автономія laissez-faire (заснованого на вседозволеності) груп не дозволяла забезпечити узгодженість дій всіх хлопчиків. У той же час автократичні, централізовані методи ухвалення рішень були не в стані пробудити ініціативу і стимулювати використання наявних навичок і тому забезпечували низький рівень результатів. Дозвіл соціальних конфліктів, по-видимому, має сприяти у виконанні цього за рахунок участі в ньому компетентного демократичного керівника.
Результати досліджень К. Левіна можуть бути використані в процесі вирішення проблем, що виникають перед менеджерами в сферах здійснення керівництва, мотивації та проведення змін. К. Левін вніс важливий внесок в розвиток соціальних наук, продемонструвавши практичне значення теорії і ефективність об'єднання дослідження і дій.

## Джерело
Українська радянська енциклопедія : у 12 т. / гол. ред. М. П. Бажан ; редкол.: О. К. Антонов та ін. — 2-ге вид. — К. : Головна редакція УРЕ, 1974–1985.